# Georges Sadoul
Georges Sadoul (* 4. Februar 1904 in Nancy; † 13. Oktober 1967 in Paris) war ein französischer Journalist und Drehbuchautor.

## Leben
Seine Ausbildung absolvierte Sadoul an der Sorbonne und der IDHEC. Er arbeitete als Journalist bei der Lettres Françaises, außerdem schrieb er als zeitweiliges Mitglied der Surrealisten für deren publizistische Organe. Sadoul wurde vor allem als Autor von Enzyklopädien über Film und Filmemacher bekannt, darunter L’Histoire générale du cinéma, ein sechsbändiges Werk der Geschichte des Kinos sowie Biografien der Filmpioniere Georges Méliès und Dsiga Wertow.
1932 trat er der Kommunistischen Partei Frankreichs bei.

## Drehbuchautor
- 1957: La Seine a rencontré Paris

## Schriften
- Les Religions et le chômage: la Croisade de la charité. Bureau d’éditions, 1932
- Ce que lisent vos enfants: la Presse enfantine en France, son histoire, son évolution, son influence. Bureau d’éditions, 1938
- Les Aventures de Pierrot Lancry. Éditions sociales internationales, Paris 1938
- Mystère et Puissance de l'atome. Hier et Aujourd’hui, 1947
- Le Cinéma, son art, sa technique, son économie. La Bibliothèque Française, 1948
- Histoire d’un art : le cinéma. Flammarion, Paris 1949
- Histoire du cinéma mondial, des origines à nos jours. Flammarion, 1949; 9. verbesserte Auflage 1990
- Vie de Charlot. Les Éditeurs français réunis, 1952
- Panorama du cinéma hongrois. Les Éditeurs français réunis, Paris 1952
- Histoire générale du cinéma. Tome 1. L’invention du cinéma. Denoël, 1946–1975
- Histoire générale du cinéma. Tome 2. Les pionniers du cinéma. Denoël, 1947–1975
- Histoire générale du cinéma. Tome 3. Le cinéma devient un art – L'avant-guerre. Denoël, 1950–1975
- Histoire générale du cinéma. Tome 4. Le cinéma devient un art – La première guerre mondiale. Denoël, 1950–1975
- Histoire générale du cinéma. Tome 5. L’Art muet - L’après-guerre en Europe. Denoël, 1950–1975
- Histoire générale du cinéma. Tome 6. L'Art muet - Hollywood - La fin du muet. Denoël, 1950–1975
- Histoire générale du cinéma. Tome 6 (selon le plan initial). L’époque contemporaine (1939–1954) – 1 / Le cinéma pendant la guerre (1939–1945), Denoël, 1946, Neuauflage 1954
- Les Merveilles du cinéma. Les Éditeurs français réunis, 1957
- Voici Moscou. Mit Hans Sibbelec (Fotograf), Flammarion, 1959
- Conquête du cinéma. Geldage, Paris 1960
- Histoire du cinéma. Ditis, Paris 1961
- Georges Méliès, Seghers, 1961
- Le Cinéma français 1890–1962. Flammarion, Paris 1962
- De l'autre côté des caméras. Éditions La Farandole, Paris 1962
- Louis Lumière. collection «Cinéma d'aujourd'hui», Seghers, Paris 1964
- Dictionnaire des films. Seuil, 1965, Neuauflage 1990
- Dictionnaire des cinéastes. Seuil, 1965
- Les Cinémas des pays arabes. UNESCO/Centre interarabe du cinéma et de la télévision, Beirut 1966
- Aragon. collection «Poètes d'aujourd'hui», Seghers, Paris 1967
- Gérard Philipe. Seghers, 1968
- Jacques Callot, miroir de son temps. Gallimard, Paris 1969
- Dziga Vertov. Vorwort von Jean Rouch, Champ libre, 1971
- Journal de guerre. EFR, 1977
- Chroniques du cinéma français (1939–1967). UGE, collection 10/18, 1979
- Rencontres I. Chroniques et Entretiens de G. Sadoul. Denoël, 1984
- Lumière et Méliès. L’herminier, Paris 1985
- Journal de guerre, 2 septembre 1939–20 juillet 1940. L’Harmattan, Paris 1994
- Portes: un cahier de collage surréaliste de Georges Sadoul. Clément Chéroux und Valérie Vignaux (Hrsg.), Textuel, Paris 2009

## Sekundärliteratur
- Alexandre David, Mon Camarade, éd. la Mémoire vivante, 1997. Vorwort von Roland Leroy, ISBN 978-2-84309-001-1
- Laurent Marie, Le cinéma est à nous. Le PCF et le cinéma français de la Libération à nos jours, Éditions L'Harmattan, 2005; über Georges Sadoul und Albert Cervoni ISBN 978-2-7475-8908-6
- Theodore Huff: Sadoul et la recherche en cinéma, In: 1895. Mille huit cent quatre-vingt-quinze, numéro 86, 2018 online doi:10.4000/1895.7061 S. 120–123
- Les Lettres françaises et Les Etoiles dans la clandestinité, 1942–1944 / präsentiert von François Eychart, Georges Aillaud, le Cherche Midi, 2008.
- Yvonne Baby, À l'encre bleu nuit, éditions BakerStreet, Paris, 2014, ISBN 978-2-917559-42-0. Erinnerungen, besonders über Georges Sadoul.
- Valérie Vignaux, Georges Sadoul, un intellectuel en cinéma, du surréalisme à l'histoire, éditions Mimésis, Milan, 2023, ISBN 978-88-6976-392-2.